# Lijst van beelden in Nieuwkoop
Dit is een (onvolledige) chronologische lijst van beelden in de gemeente Nieuwkoop. Onder een beeld wordt hier verstaan elk driedimensionaal kunstwerk in de openbare ruimte van de Nederlandse gemeente Nieuwkoop, waarbij beeld wordt gebruikt als verzamelbegrip voor sculpturen, standbeelden, installaties, gedenktekens en overige beeldhouwwerken.
Voor een volledig overzicht van de beschikbare afbeeldingen zie: Beelden in Nieuwkoop op Wikimedia Commons.
| Geplaatst              | Omschrijving                                                 | Kunstenaar                | Straat                                        | Plaats            | Materiaal              | Afbeelding |
| ---------------------- | ------------------------------------------------------------ | ------------------------- | --------------------------------------------- | ----------------- | ---------------------- | ---------- |
| 1628                   | Vrouwe Justitia                                              | Onbekend                  | Reghthuysplein 1                              | Nieuwkoop         |                        |            |
| 1887?                  | Sint Nicolaas                                                | Onbekend                  | St. Nicolaaskerk, Dorpsstraat 41              | Nieuwveen         |                        |            |
| 1986                   | Natuurstudie (Dame met stok)                                 | Marcus Ravenswaaij        | Leeuwerikspad                                 | Ter Aar           |                        |            |
| 1882                   | Sint Maarten                                                 | Onbekend                  | Simon van Capelweg 60                         | Noorden           |                        |            |
| 1902                   | Sint Adrianus, Sint Willibrordus, Sint Focas en Sint Lidwina | Onbekend                  | Langeraarseweg 90 (Sint Adrianuskerk          | Langeraar         |                        |            |
| 1912                   | Sint Antonius                                                | Onbekend                  | Langeraarseweg 82                             | Langeraar         |                        |            |
| 1936                   | Maria met kind                                               |                           | Noordeinde 26                                 | Noordeinde        |                        |            |
| 1977                   | Sint Jozef                                                   | Onbekend                  | Simon van Capelweg 60                         | Noorden           |                        |            |
| 1985                   | Schaatser                                                    | Taeke Friso de Jong       | Simon van Capelweg 68-76                      | Noorden           | Brons                  |            |
| 1986 (2001 herplaatst) | Hond aan de snuffel                                          | Marijke Ravenswaaij-Deege | Vosholplein                                   | Ter Aar           | Brons                  |            |
| 1987                   | De koppelstok                                                | Marcus Ravenswaaij        | Hoek Landlustpad/Langeraarseweg               | Langeraar         | Brons                  |            |
| 1990                   | Rietsnijder                                                  | Els van Foeken            | Achterweg                                     | Nieuwkoop         | Brons                  |            |
| 1994, 1 december       | Anonieme slachtoffers                                        | Els van Foeken            | Achterweg / Roerdomplaan                      | Nieuwkoop         | Brons op betonnen voet |            |
| 1997                   | Village                                                      | Kees Buckens              | Teylersplein                                  | Nieuwveen         |                        |            |
| 1997                   | Wandelende figuur                                            | Kees Buckens              | Teylersplein                                  | Nieuwveen         |                        |            |
| 1998                   | Smid met wagenwiel                                           | Gerard Brouwer            | Woerdense Verlaat                             | Woerdense Verlaat | Brons op betonnen voet |            |
| 2001                   | De Strooplikker                                              | Els van Foeken            | Hoek Landlustpad/Langeraarseweg.              | Langeraar         | Brons                  |            |
| 2004                   | Pot met planten                                              | Carel Lanters             | Dorpsstraat, aan het begin, bij winkelcentrum | Nieuwveen         |                        |            |
| 2004                   | Liedje                                                       | Iris le Rütte             | Dorpsstraat bij 18                            | Nieuwveen         |                        |            |
| 2009                   | Monument voor het ongedoopte kind                            | Els van Foeken            | Bij Simon van Capelweg 60                     | Noorden           |                        |            |
| 2009                   | Zevenhoef                                                    | Frank Stoopman            | Hertog Albrechtstraat                         | Zevenhoven        | Brons                  |            |
| 2013                   | Kroningsdeksel                                               | Paul Bausch               | Teylersplein                                  | Nieuwveen         | gietijzer              |            |
| Onbekend               | Spelende kinderen in de kring                                | Onbekend                  | Ladderhaak                                    | Langeraar         |                        |            |
| Onbekend               | Hangende jongen                                              | Onbekend                  | Simon van Capelweg                            | Noorden           | Brons en aluminium     |            |
| Onbekend               | Heilige Hartbeeld                                            | Onbekend                  | Simon van Capelweg 62                         | Noorden           |                        |            |
| Onbekend               | Schaakstukken                                                | Norman Trapman            | Anne Hendrik Kooistrastraat                   | Nieuwveen         | keramiek               |            |